# 屯門繞道
屯門繞道（英語：Tuen Mun Bypass）是一條連接屯門-赤鱲角隧道及元朗公路（近藍地石礦場）的主要幹道。它是要促進新界西北的主要幹道網絡和改善屯門區內道路的交通情況。落成後屯門繞道將有助分流屯門道路的交通，特別是屯門公路（虎地段及市中心段）和皇珠路。屯門道路的容車量因此得到釋放，並能支持屯門西和新界西北各個擬議的發展。

## 背景
屯門赤鱲角隧道公路已於2020年12月27日啟用，原本接駁新公路，2007年已計劃興建的屯門西繞道，走線仍然未定。據悉路政署近期初步擬定繞道新走線，決定改道繞經屯門東，興建一條8公里長的隧道，接駁屯赤隧道公路連接路至藍地東交匯處，預計2036年或以前完成，當局將於2021/22年度爭取聘請工程顧問進行勘測研究及初步設計。 
至於11號幹線研究多年，其建議走線方案同時曝光。據了解，當局建議以隧道由藍地連接掃管笏、大欖涌，並建新跨海大橋「青龍大橋」連接青龍頭至大嶼山東北部一帶，再接駁青衣至大嶼山連接路，直出市區。當局預計新幹道建成後，由屯門、藍地及元朗等新界西北地區前往市區的行車時間，可減少約十分鐘。當局將就方案於明年首季諮詢立法會及區議會等，項目亦計劃不遲於2036年通車。
時任新界西立法會議員田北辰指，政府預計研究費用約數億元，認為11號幹線落成，新界西北交通「全部天都光曬」，但他認為11號幹線必須配合，建橋接駁大嶼山和昂船洲大橋，否則勢令大嶼山出現交通樽頸。

## 效益
路政署預料11號幹線落成後，可提供另一條來往大嶼山的策略通道，新界西北車輛毋須經汀九橋往返九龍，到市區行車時間可減少約10分鐘，減輕屯門公路及大欖隧道等交通壓力。 